# Festival des Vieilles Charrues

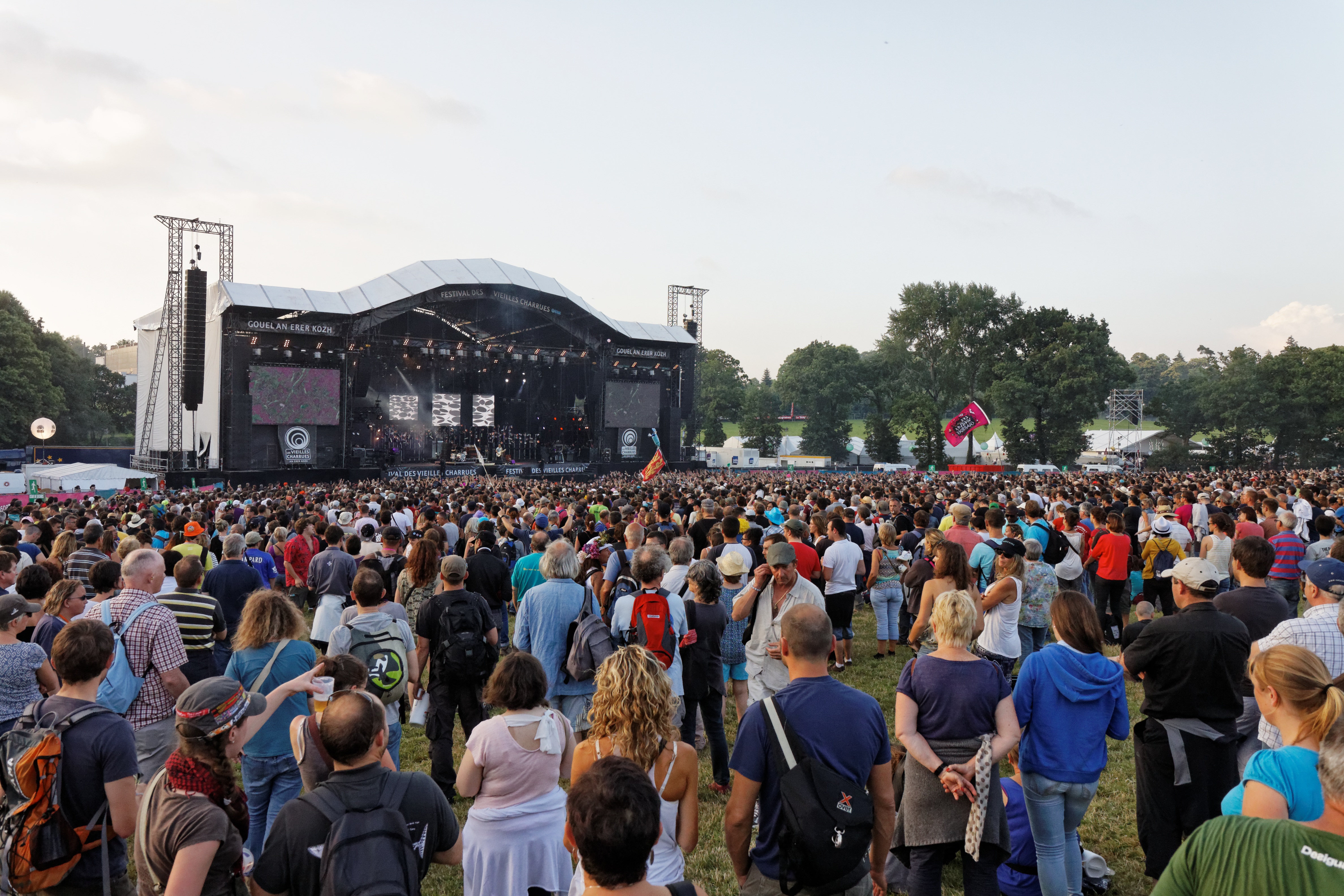
Festival des Vieilles Charrues

Das Festival des Vieilles Charrues ist ein spartenübergreifendes Open-Air-Musikfestival in Frankreich im Gemeindegebiet von Carhaix-Plouguer in der Bretagne.
Die Musikauswahl ist gemischt von internationalen wie auch nationalen und lokalen Künstlern. Das Festival geht über vier Tage bei etwa 50.000 Besuchern pro Tag.

## Geschichte

### 1992
Das Festival startete 1992 im Nachbarort Landeleau.

### 1994
3000 Festivalbesucher besuchten die Konzerte.

### 1995
Im Jahr 1995 wurde das Festival in der Innenstadt von Carhaix eingerichtet und von ein auf drei Tage verlängert.

### 1998
Im Jahr 1998 verließ das Festival die Innenstadt von Carhaix und zog nach Kerampuilh.

### 2001
Das Festival begrüßt einen neuen Präsidenten, Paul Hély, nachdem Christian Troadec zum Bürgermeister von Carhaix gewählt wurde. Das Festival bietet an drei Tagen 200 000 Besuchern Platz.

### 2002
Im Jahr 2002 hat das Festival 160.000 Zuschauer.

## Künstler (Auswahl)
- 1993: Les Pires, B12, Oy Ventilo
- 1994: Les Satellites, Dolly, Les Sardines
- 1995: The Blues Brothers, The Silencers
- 1996: Christophe Miossec, Bernard Lavilliers, Red Cardell
- 1997: James Brown, Simple Minds, Jane Birkin
- 1998: Iggy Pop, MC Solaar, Charles Trenet
- 1999: Massive Attack, Ben Harper, Eagle-Eye Cherry
- 2000: The Cranberries, Joe Cocker, Beck, Eddy Mitchell
- 2001: Black Uhuru, Ben Harper, Placebo
- 2002: Les Rita Mitsouko, The Cure, Youssou N’Dour
- 2003: R.E.M., Salif Keïta, 22-Pistepirkko
- 2004: Muse, Patti Smith, The Coral, The Streets
- 2005: Deep Purple, New Order, The Stooges
- 2006: Johnny Hallyday, Madness, Pixies
- 2007: Charles Aznavour, Peter Gabriel, Bryan Ferry
- 2008: ZZ Top, The Gossip, Vanessa Paradis
- 2009: Bruce Springsteen, Lenny Kravitz, Moby
- 2010: Jamiroquai, Indochine, Muse, Phoenix
- 2011: Scorpions, Snoop Dogg, Lou Reed
- 2012: Portishead, Sting, Bob Dylan, Justice
- 2013: Rammstein, Neil Young, The Hives
- 2014: Elton John, Lily Allen, Arctic Monkeys
- 2015: Lionel Richie, London Grammar, Joan Baez
- 2016: Pharrell Williams, Lana Del Rey, The Libertines
- 2017: Die Antwoord, Arcade Fire, Macklemore & Ryan Lewis
- 2018: Depeche Mode, IAM, Gorillaz, Kygo, Robert Plant, Liam Gallagher
- 2019: Tears for Fears, Chic, Paul Kalkbrenner, Black Eyed Peas, Ben Harper
- 2022: Midnight Oil, Stromae, DJ Snake, Angèle, Bob Sinclar, Meute
- 2023: Céline Dion (abgesagt), Robbie Williams, Red Hot Chili Peppers, Rosalía, Blur